# Río Aquidabán
El Aquidabán es un río de Paraguay, que discurre en sentido este - oeste hasta desembocar en el homónimo. Nace en la cordillera de Amambay y tras recorrer 250 km a través de los departamentos de Amambay y Concepción, desemboca en el río Paraguay al norte de la ciudad de Concepción.
Sus principales afluentes son los ríos Trementina y Negla.
En la región no se pesca mucho debido a la baja profundidad del agua,pero por este motivo es utilizada por los pobladores de la zona y turistas, para el baño recreativo, durante casi todo el año, en especial durante las estaciones de primavera y verano.
- Datos: Q4782884